# Margo Verdoorn
Pour les articles homonymes, voir Verdoorn.
Margo Verdoorn, de son vrai nom Annemieke Verdoorn, est une actrice et chanteuse néerlandaise née le 8 août 1961 à Rotterdam aux Pays-Bas.
En 1985 elle représente le Luxembourg à l'Eurovision avec 5 autres chanteurs.
Elle est mariée et a un fils, James.

## Filmographie
- 1981 : Belles, blondes et bronzées
- 1983 : Les Branchés à Saint-Tropez
- 1984 : Gwendoline